# Рыбное (Альменевский район)
Рыбное — село в Альменевском районе Курганской области России. Входит в состав Ягоднинского сельсовета.

## География
Село находится на юго-западе Курганской области, в пределах южной части Западно-Сибирской равнины, в лесостепной зоне, на восточном берегу озера Рыбного, при автодороге 37Н-0103, на расстоянии примерно 21 километра (по прямой) к востоку от села Альменева, административного центра района. Абсолютная высота — 168 метров над уровнем моря.
Климат
Климат характеризуется как континентальный с недостаточным увлажнением, холодной малоснежной зимой и тёплым сухим летом. Средняя многолетняя температура самого холодного месяца (января) составляет −17,7°С, температура самого тёплого (июля) — +25,2°С. Среднегодовое количество осадков — 370—380 мм. Снежный покров держится в течение 150—160 дней в году.
Часовой пояс
Село Рыбное, как и вся Курганская область, находится в часовой зоне МСК+2. Смещение применяемого времени относительно UTC составляет +5:00.

## История
До 1917 года входило в состав Долговской волости Челябинского уезда Оренбургской губернии. По данным на 1926 год состояло из 163 хозяйств. В административном отношении являлось центром Рыбновского сельсовета Долговского района Челябинского округа Уральской области.

## Население
| 1891 | 1900 | 1916 | 1926 | 1989 | 2002 | 2010 |
| ---- | ---- | ---- | ---- | ---- | ---- | ---- |
| 707  | ↘663 | ↗835 | ↘713 | ↘474 | ↘333 | ↘187 |
| 2012 | 2013 | 2014 | 2015 | 2016 | 2017 |      |
| ↘166 | ↘140 | ↘125 | ↘112 | ↘109 | ↘102 |      |

По данным переписи 1926 года в селе проживало 713 человек (314 мужчин и 399 женщин), в том числе: русские составляли 100 % населения.
Гендерный состав
По данным Всероссийской переписи населения 2010 года в гендерной структуре населения мужчины составляли 49,7 %, женщины — соответственно 50,3 %.
Национальный состав
Согласно результатам Всероссийской переписи населения 2002 года, в национальной структуре населения русские составляли 94 %.

## Улицы
Уличная сеть населённого пункта состоит из трёх улиц и одного переулка.